# Vesalea mexicana
Vesalea mexicana là một loài thực vật có hoa trong họ Kim ngân. Loài này được José Angel Villarreal miêu tả khoa học đầu tiên năm 2000 dưới danh pháp Abelia mexicana.
Năm 2013 Maarten Christenhusz chuyển nó sang chi Linnaea. Năm 2015 Wang và cộng tác viên lại chuyển nó sang chi Vesalea và hợp lệ hóa danh pháp Vesalea mexicana.
Loài này có tại trung nam Mexico (Guerrero, Oaxaca).